# 57
El año 57 (LVII) fue un año común comenzado en sábado del calendario juliano, en vigor en aquella fecha.
En el Imperio romano, era conocido como el Año del consulado de César y Pisón (o menos frecuentemente, año 810 Ab urbe condita). La denominación 57 para este año ha sido usado desde principios del período medieval, cuando el Anno Domini se convirtió en el método prevalente en Europa para nombrar a los años.

## Acontecimientos
- El emperador Nerón ejerce el consulado por segunda vez.
- Testimonios más antiguos de escritura en Japón.
- Se establece el reino de Silla (Corea), que perdurará casi nueve siglos, hasta 935.

## Fallecimientos
- 29 de marzo: Liu Xiu, emperador chino.